# نهائي كأس ملك إسبانيا 2003
نهائي كأس ملك إسبانيا 2003 هو النهائي رقم 101 في إطار بطولة كأس ملك إسبانيا ، جمعت المباراة النهائية بين ناديي ريال مايوركا وريكرياتيفو بتاريخ 28 يونيو 2003 على مانويل مارتينيز فاليرو والذي شهد ثاني نهائي في تاريخه يوم السبت. وتمكن نادي ريال مايوركا من تحقيق أول لقب له في البطولة على حساب ريكرياتيفو بثلاثة أهداف نظيفة.

## تفاصيل المباراة
| ريال مايوركا                                                   | 0-3 | ريكرياتيفو |
| -------------------------------------------------------------- | --- | ---------- |
| والتر باندياني 20' (ركلة.) · صامويل ايتو 72' · صامويل ايتو 85' |     |            |